# Rutenbergiaceae
Rutenbergiaceae är en familj av bladmossor. Rutenbergiaceae ingår i ordningen Isobryales, klassen egentliga bladmossor, divisionen bladmossor och riket växter. Enligt Catalogue of Life omfattar familjen Rutenbergiaceae 6 arter.
Kladogram enligt Catalogue of Life:
| Rutenbergiaceae | \| \| Neorutenbergia \| \| \| \| \| \| Rutenbergia \| \| \| \| |
|                 | \| \| Neorutenbergia \| \| \| \| \| \| Rutenbergia \| \| \| \| |
|                 | Cyrtopodaceae                                                  |
|                 |                                                                |
|                 | Fontinalaceae                                                  |
|                 |                                                                |
|                 | Hydropogonaceae                                                |
|                 |                                                                |
|                 | Lepyrodontaceae                                                |
|                 |                                                                |
|                 | Prionodontaceae                                                |
|                 |                                                                |
|                 | Ptychomniaceae                                                 |
|                 |                                                                |
|                 | Regmatodontaceae                                               |
|                 |                                                                |
|                 | Trachypodaceae                                                 |
|                 |                                                                |
|                 | Wardiaceae                                                     |
|                 |                                                                |
|                 | Neorutenbergia                                                 |
|                 |                                                                |
|                 | Rutenbergia                                                    |
|                 |                                                                |

|  | Neorutenbergia |
|  |                |
|  | Rutenbergia    |
|  |                |